# Tuinbladkruiper
De tuinbladkruiper (Cryptops hortensis) is een duizendpotensoort uit de familie van de Cryptopidae. De wetenschappelijke naam van de soort werd in 1810 voor het eerst geldig gepubliceerd door Edward Donovan.

## Beschrijving
De tuinbladkruiper heeft een lichaamslengte van doorgaans ongeveer 20 tot 30 mm, de lichaamsbreedte is slechts ongeveer 1 mm. Het wordt gemakkelijk verward met onvolwassen exemplaren van de grotere C. anomalans en C. parisi. De tuinbladkruiper kan echter gemakkelijk worden onderscheiden van alle bekende Cryptops-soorten door de aanwezigheid van een diepe groef aan de onderkant van het voorbeen. Het lichtbruine lichaam heeft geen ogen en 21 paar poten. De antennes zijn niet langer dan een kwart van de lichaamslengte.

## Verspreiding en leefgebied
De tuinbladkruiper komt voor in heel Europa behalve: de Baltische staten, Andorra, Wit-Rusland, Liechtenstein, Luxemburg, Moldavië, Rusland, Vaticaanstad en diverse Europese eilanden. Het is ook geïntroduceerd in Tasmanië. Het wordt gevonden in tuinen en bossen, en onder stenen en boomstammen. 